# ワキモンユタトカゲ
ワキモンユタトカゲ (Uta stansburiana) はユタトカゲ属のトカゲである。主に北アメリカの西砂漠で見られるトカゲで、特有の繁殖パターンを持っていることで知られる。 ユタトカゲはユタトカゲ科に分類される。体長は15cmほどに成長し通常雄のほうが大きい 。また雄は喉のあたりに鮮やかな模様をもつ
蛇、ヒョウモントカゲやハリトカゲなどの大型のトカゲ、ミチバシリなどの鳥といった生物はこのトカゲにとって天敵である。逆にワキモンユタトカゲが主食とする動物として節足動物、昆虫、 クモ、時にサソリなど。
こうした天敵は少なくないため多産である。 4月から6月にかけて繁殖期を迎え、早ければ5月の下旬には子供が生まれる。繁殖期は9月まで、つまり夏の間中続く。

## 性別など
ワキモンユタトカゲについて特筆すべきは3つのタイプのオスと2つのタイプのメスによる性形態である。

### オス
オレンジの喉のオスは最も強い。テストステロンの値が高いことで体は大きく、広い領域を支配し多くのメスを確保できる。
黄色いストライプの喉をもつオスはこそこそと行動する。相手の領域を侵すことはしない。オレンジの喉のオスが領域を守るために不在の間、メスと親密になる。
青い喉のオスは攻撃的な性格ではない。中間的な大きさである。一匹のメスを守ることに専念するが、黄色いストライプのオスから守ることはできてもオレンジの喉のオスにはメスをとられてしまう。

### メス
オレンジの喉のメスはたくさんの小さな卵を領域中に広く産む。
黄色い喉のメスはそれよりは少なく産むが、大きく頑丈な卵を産む。
またオレンジの喉のオスと青い喉のオスはメスを逃がすとため大胆にも人間に近寄ってくる。メスが助かると穴の中や岩の下で"繋がる"。
このようなオスがメスをめぐる争いはじゃんけんのようだと言われる。
またメスはオスに比べ色が地味である。